# Martín Rodríguez
Martín Vladimir Rodríguez Torrejón (Diego de Almagro, 1994. augusztus 5. –) chilei válogatott labdarúgó, aki a mexikói labdarúgó-bajnokságban szereplő Cruz Azul játékosa.
Bekerült a 2017-es konföderációs kupán részt vevő chilei keretbe.

## Sikerei, díjai
- Huachipato
  - Chilei bajnok: 2012–C
- Colo-Colo
  - Chilei bajnok: 2015–A
  - Chilei kupa: 2016